# Кормиси
Кормиси (фр. Cormicy) насеље је и општина у североисточној Француској у региону Шампањ-Арден, у департману Марна која припада префектури Ремс.
По подацима из 2011. године у општини је живело 1420 становника, а густина насељености је износила 58,51 становника/km². Општина се простире на површини од 24,27 km². Налази се на средњој надморској висини од 84 метара.

## Демографија
| 1962. | 1968. | 1975. | 1982. | 1990. | 1999. | 2011. |
| ----- | ----- | ----- | ----- | ----- | ----- | ----- |
| 729   | 752   | 752   | 838   | 961   | 1.061 | 1.420 |

График промене броја становника у току последњих година